# Пожарный Сэм
Пожарный Сэм (англ. Fireman Sam, валл. Sam Tân) — британский (валлийский) мультсериал, впервые показанный 1 ноября 1987 года. Транслировался на телеканале TiJi. Анимационный детский телесериал о пожарном по имени Сэм, его товарищах-пожарных и других жителях вымышленной валлийской сельской деревни Понтипанди (словослияние названий двух существующих городов — Понтипридда и Тонипанди). 
Первоначальная идея для шоу пришла от двух бывших пожарных из Лондона, которые поделились своей идеей с художником и писателем Робом Ли. Он разработал концепцию, и шоу было заказано TiJi.

## Сюжет
Сэм — пожарный, известный всем жителям рыбацкого городка Понтипэнди. Его знают за добрый нрав, жизнелюбие и поддержку, которую он оказывает обращающимся к нему горожанам. Парень известен своей смелостью: он ежедневно борется с пожарами в местных лесах и школах, работает спасателем, когда люди теряются в горах или получают травмы. Надевая униформу, Сэм становится настоящим героем, который постоянно выходит победителем из борьбы с природной стихией.
Начальство выделяет его среди остальных, честь и слава для пожарного значат мало, ведь его основная цель — помогать людям и устранять огонь, сводя его разрушительную силу к минимуму. Он регулярно проводит местным школьникам лекции о правильном поведении в чрезвычайных ситуациях, объясняет, как можно избежать возникновения пожаров и чем стоит тушить пламя дома.
Герои сериала постоянно попадают в забавные и опасные ситуации, но как бы ни было сложно, команда пожарной части, в которой работает главный герой мультсериала, всегда готова прийти на помощь. При этом в сериале доступно объясняется, как вести себя в таких ситуациях и как в будущем предотвратить их возникновение.

## Основные герои сериала

### Пожарные
- Пожарный Сэмюэл «Сэм» Пей тон-Джонс[15]
- Пожарный Элвис Кридлингтон
- Пожарная Пенни Моррис
- Начальник пожарной части старший офицер Норрис Стил.
- Пожарная Элли Филлипс
- Пожарный Арнольд Мак-Кинли
- Главный офицер Бойс

### Пожарные животные
- Радар (собака-далматинец)

### Бывшие пожарные
- Тревор Эванс

### Горный спасатель
- Том Томас

### Прайсы
- Норман «Карефул» Стэнли Прайс
- Делис Прайс
- Дерек Прайс

### Джонсы
- Чарли Джонс
- Брон вин Джонс
- Сара и Джеймс Джонс

### Флады
- Хелен Флад
- Майк Флад
- Мэнди Флад